# Розгульне
Розгу́льне (каз. Разгульное) — село у складі району імені Габіта Мусрепова Північноказахстанської області Казахстану. Входить до складу Шоптикольського сільського округу.
Населення — 364 особи (2021; 468 у 2009, 725 у 1999, 728 у 1989).
Національний склад станом на 1989 рік:
- росіяни — 40 %
- казахи — 26 %.